# Fritz Bettelhäuser
Fritz Bettelhäuser (* 2. Oktober 1942 in Braunschweig) ist ein deutscher Politiker, Gewerkschafter, Künstler und ehemaliger Werftarbeiter.

## Leben
Bettelhäuser absolvierte von 1959 bis 1961 eine Ausbildung als Kraftfahrzzeug-Schlosser und arbeitete danach in diesem Beruf und als Karosserieschlosser bei Niederlassungen von VW, Opel und Daimler-Benz. Ab 1967 war er als Schiffs- und Stahlbauschlosser bei der Schiffswerft und Maschinenfabrik Bremer Vulkan in Vegesack tätig. 1969 wurde er in diesem Betrieb zum Vertrauensmann der IG Metall und als Betriebsrat gewählt. Im Juni 1973 wurde er bei den „spontanen“ Streiks der Werftarbeiter für einen Inflationsausgleich zum Sprecher der Vulkan-Belegschaft. Bei den anschließenden Betriebsratswahlen wurde er mit 2000 der abgegebenen 3500 Stimmen gewählt. Bettelhäuser wurde daraufhin zum Betriebsratsvorsitzenden bis 1977. Weil er sich als Einzel-Person nicht gegen den Block sozialdemokratischer Betriebsräte durchsetzen konnte, organisierte er von da an die Echolot-Gruppe mit dem Ergebnis, dass er von 1981 bis 1985 erneut Betriebsratsvorsitzender war.
Von der Mitte der 1970er Jahre an gehörte Bettelhäuser zusammen mit Vertretern der Arbeiterkammer Bremen zu den Initiatoren der Kampagne zum Verbot von Asbest als Arbeits- und Baumaterial.
Seit 1982 ist er in den Arbeitskreisen „Konversion / andere nützliche Produkte“ und „Alternative Produktion“ im Projekt „Maritime Studien“ tätig und hat dazu mehrere grundlegende Publikationen veröffentlicht und eine Vielzahl an Vorträgen gehalten.
Bei der Bürgerschaftswahl 1983 in Bremen trat Bettelhäuser als einer der Kandidaten der Bremer Grüne Liste (BGL) an, um eine politische Alternative zu den Bundesgrünen zu entwickeln und Positionen jenseits der sozialdemokratischen Beziehungsgeflechte in die Bremische Bürgerschaft zu bringen. Kritik erntete er insbesondere dadurch, dass die BGL auch in Konkurrenz entstand zu dem von vielen „linken“ Gewerkschafts- und Betriebsfunktionären, der DKP und der Gruppe Arbeiterpolitik unterstütztem Betrieblich-Alternative-Bündnis (BAB).
Seit 1989 ist Bettelhäuser freiberuflicher „Materialgestalter“ mit den Schwerpunkten Metallplastiken, Collagen und Konstruktionsbilder. Ausstellungsorte seiner künstlerischen Produkte sind häufig Gewerkschaftseinrichtungen wie das DGB-Bildungszentrum Sasel bei Hamburg, wo es seit Mitte Februar 2009 eine Skulpturenausstellung von ihm gibt.
Gewerkschaftlich ist er weiterhin in verschiedenen Wahl-Funktionen der IG Metall und des Deutschen Gewerkschaftsbundes tätig, mittlerweile überwiegend als Vertreter und Delegierter der Seniorenkreise.
Im November 2018 wurde er zu einem von drei stellvertretenden Landesvorsitzenden der Freien Wähler Bremen gewählt. Bettelhäuser kandidierte auf deren Liste zur Wahl der bremischen Bürgerschaft 2019.